# Iran Juniors
Das Iran Juniors (auch Iran Junior International genannt) ist im Badminton die offene internationale Meisterschaft des Iran für Junioren und damit das bedeutendste internationale Juniorenturnier im Iran. Es wurde erstmals 2017 ausgetragen. Geplante Austragungen in den Jahren 2018, 2019 und 2020 wurden jeweils abgesagt.

## Die Sieger
| Saison    | Herreneinzel                    | Dameneinzel         | Herrendoppel                                | Damendoppel                    | Mixed             |
| --------- | ------------------------------- | ------------------- | ------------------------------------------- | ------------------------------ | ----------------- |
| 2017      | Amir Jabbari                    | Samin Abedkhojasteh | Mehdi Ansari Ali Hosseinkhani               | Nasim Safai Hediyeh Shams      | nicht ausgetragen |
| 2018 2021 | nicht ausgetragen               | nicht ausgetragen   | nicht ausgetragen                           | nicht ausgetragen              | nicht ausgetragen |
| 2022      | S. Sankar Muthusamy Subramanian | Samayara Panwar     | Ali Hayati Mohammad Zarchi                  | Ferdous Foroughi Mobina Nedaei | nicht ausgetragen |
| 2023      | nicht ausgetragen               | nicht ausgetragen   | nicht ausgetragen                           | nicht ausgetragen              | nicht ausgetragen |
| 2024      | Sai Prasad Teegala              | Zahra Robati        | Amirali Ahmadloo Mahdi Khalilian Najafabadi | Aida Enayati Ferdous Foroughi  | nicht ausgetragen |